# Josh Heytvelt
Joshua Rolin Heytvelt, detto Josh (Clarkston, 26 giugno 1986), è un ex cestista statunitense.

## Carriera
Joshua Heytvelt nel 2009 gioca la NBA Summer League con la franchigia dei Washington Wizards. La sua prima stagione (2009-10) da cestista professionista, la disputa nel Campionato turco con l'Oyak Renault.
Nel maggio del 2010 firma sino alla fine della stagione con la Lottomatica Roma che lo riconferma per quella 2010-11.
Nel gennaio del 2011 si trasferisce nel campionato croato allo Zagabria.

## Palmarès
- Campionato croato: 1

K.K. Zagabria: 2010-11